# OS X 한글 입력기
OS X의 "한글 입력기"는 OS X에서 기본으로 제공되는 한국어 입력기의 명칭이다. 다른 운영체제의 입력기들과 마찬가지로 운영체제가 지원하는 각 언어별 입력기중의 하나로 등록되어있으며, 부가적으로 입력기 모듈을 추가하여 다른 한국어 입력기를 사용할 수 있다.
한글 입력기에 대해서는 옛날부터 눈에 띄게 개선되는 기능은 보이지 않는데, 이는 전통적으로 애플이 사용자 인터페이스에 일관성을 유지하는 경향이 보이기도 하지만, 중국어나 일본어에 비해서 한국어 입력은 한자 변환의 필요성이 많이 없기 때문에 기본적인 기능만으로도 일반 사용자는 크게 불편함이 없기 때문이기도 하다.

## 기능
한글 입력기는 매우 기본적인 기능만을 제공하고 있기 때문에 부가적인 기능을 제공하는 입력기를 설치하여 이용하는 사람도 많다.

### 한글 입력 기능
한글입력 방식은 두벌식, 세벌식,390 세벌식(세벌식 390 자판), 공진청 로마자 한글(남/북한 합의 로마자 표기법),한컴 로마자 한글(한글과 컴퓨터사의 로마자 표기 방법)을 사용할 수 있다.

### 한자 변환 기능
한자 변환은 한글자씩 변환 또는 단어 단위로의 변환을 지원한다.
기본값으로는 한글자씩 입력 후 ⌥ Option (alt) + return (enter) 키를 입력하여 변환할 수 있으며, 한글 입력기 설정에서 한글 입력의 입력 방식을 "음절마다"에서 "단어마다"로 설정을 변경해두면 한글 입력시에 단어의 끝(띄어쓰기를 위한 스페이스나 쉼표 또는 마침표 등의 입력)으로 판단될 때까지 밑줄이 쳐진 상태가 된다. 이때 ⌥ Option + return 키를 입력하여 단어 단위의 한자어를 입력할 수 있다.
또, 한자 사전에 단어를 추가하는 것으로 기본등록 되어 있지 않은 한자어의 한자 변환을 도울 수 있다.

### 텍스트 대체 기능
일부 워드 프로세서에서 상용구 기능 또는 자동 교정 기능 등의 이름으로 제공되는 기능으로 특정 문구를 자동으로 변환하는 기능이다. 기본값으로는 "(c)"→"©" 등의 변환이 기본으로 등록되어있다. 특별히 변환 키를 사용하지 않고, 자동으로 변환된다.

### 기호 입력 기능
한글 입력기의 기능이라고는 할 수 없다. 전 입력기 공통으로 "키보드 및 문자 보기"를 체크하면 문자 뷰어 표시 메뉴가 입력기 메뉴에 추가된다.
일부 워드 프로세서에서 제공하는 기능과 크게 다르지 않으며, 다른 점으로는 기호 입력 창 위에는 원하는 기호를 좀 더 쉽게 찾을 수 있도록 관련 단어를 통한 서치가 제공된다.(예를 들어 "화살표"로 검색하면 화살표 모양이나 화살표를 의미하는 점자 등이 표시된다. )

### 키보드 뷰어 기능
한글 입력기의 기능이라고는 할 수 없다. 전 입력기 공통으로 "키보드 및 문자 보기"를 체크하면 키보드 뷰어 표시 메뉴가 입력기 메뉴에 추가된다.
흔히 버추얼 키보드라고도 불리는 것과 유사하며, 화면에 키보드 모양의 자판 배열을 표시하고 마우스로 키보드 입력 할 수 있다. 하지만, 키보드 입력에 반응하여 눌린 키를 반전시켜 표시하는 점, 마우스 만으로는 shift키 등과 다른 키의 조합을 누를 수 없는 점 등을 볼 때 이 기능은 마우스로 자판입력을 대신하는 목적 보다는 순수하게 현재 사용중인 자판배열을 보여주려는 목적이 강한 것으로 보인다.

## 알려진 문제점
- 일본어 입력기인 ja:ことえり(en:kotoeri)등과는 다르게 한글 입력기로 바로 전환하기 위한 바로 가기 키를 설정할 수 없다. 이로 인하여 기본 웹 브라우저인 사파리 (웹 브라우저)에서 암호를 입력하기 위해 password 타입의 텍스트 입력란에 포커스를 이동하면 영문 입력기로 고정되어 자판변환이 되지 않는 버그 때문에 불편이 많았다. 이를 극복하기 위해서는 바로 가기 키를 설정할 수 있는 별도의 한글 입력기를 설치하여, 영문 입력기로 고정되어있더라도 바로가기 키를 누르는 것으로 극복하거나, 사파리 (웹 브라우저)이외의 웹 브라우저를 사용하는 것으로 극복할 수 있었으나 사파리 (웹 브라우저)버전 4.x부터는 이 버그가 수정되어 해소되었다.